# Heinrich-Albert-Duo
Das Gitarrenduo Heinrich-Albert-Duo wurde von Jan Erler (* 1979) und Joachim Schrader im Jahr 2003 gegründet. Die Begeisterung für die Kammermusik und insbesondere für die Duos von Heinrich Albert (1870–1950) waren ausschlaggebend für den Namensgebung des Duos. Sie haben sich zur Aufgabe gemacht, Werke unbekannter oder in Vergessenheit geratener Komponisten zu spielen, ohne dabei jedoch das bereits etablierte Repertoire aus den Augen zu verlieren.
Das Duo gab mehrere Konzerte auf internationalen Bühnen und produzierte sechs CDs, das letzte davon 2012.

## Diskographie
- Vienna Guitar Duos: Werke von Giuliani, Carulli, Diabelli und Haydn (2004)
- Prestilagoyana: Werke von Petit, Presti, Castelnuovo-Tedesco, Daniel-Lesur, Wissmer und Rodrigo (2005)
- Heinrich Albert - Acht Gitarrenduos: Werke von Heinrich Albert (2007)
- Spain: Werke von Boccherini, Tárrega, Turina, Albéniz, Ibert, Moreno Torroba, Esplá und Giménez y Bellido  (2008)
- Italia: Werke von Carulli, Scarlatti, Rossini, Giuliani, Cimarosa, Paganini und Rota (2011)
- Antoine de Lhoyer - Guitar Duos Vol. 1: Werke von de Lhoeyer (2012)